# Giovanni di Bicci de’ Medici
Giovanni di Bicci de’ Medici (a Bicci az Averardo keresztnév egy talányos beceneve), (Firenze, 1360 – Firenze, 1429. február 20.) firenzei kereskedő–bankár, az első a „nagy Mediciek” sorában.

## Fiatalsága
Még alig tette meg eső lépéseit, mikor apját, Averardo de’ Medicit elragadta a pestis (1363). Nem született gazdagnak. Az apja által hátrahagyott kis pénzt az özvegye és öt fia között kellett elosztani. Rendkívül tartózkodó fiatalember volt – aki pontosan tudta – milyen veszélyes felkelteni a firenzeiek közismert bizalmatlanságát a nyíltan becsvágyó polgárokkal szemben. Amennyire csak lehetett, igyekezett kikerülni a nyilvánosság látóköréből, s csak a pénzcsinálással törődött. Távoli unokatestvére – (Vieri di Cambio de’ Medici) – fivérével, Francescoval alkalmazta a bankjában. 1385–ben Giovanni házassága révén 500 forintos hozományhoz jutott, melynek egy részét befektette. Hamarosan a Vieri–bank római fiókjának végrehajtója és Vieri üzlettársa lett. Tizenkét évig tartó római banki inasévei alatt mindent ellesett ahhoz, hogy egy önálló bankot hozzon létre.

## A Medici-bankáz feje
Vieri 1393–ban visszavonult az üzlettől, Giovanni pedig megvásárolta a bank római fiókját, s négy évre rá visszaköltözik Firenzébe, döntésében az is közre játszott, hogy feleségét (Piccarda Bueri) és gyermekeit – Cosimót (1389–1464) és Lorenzót (1394–1440) – a városban hagyta. 1397–ben 5 500 forint alaptőkével saját bankot alapít a városban két üzlettárssal, ami a firenzei Pénzváltók céhének, azaz az Arte di Cambio jegyzékébe lett bejegyeztetve. Giovanni egyik társa, Benedetto di Lippaccio (a Bardi-család tagja, akivel már Rómában is együtt dolgozott) 2 000 forintot, míg másik társa (Gentile di Baldassarre Boni) 2 500 forinttal gazdagította a tőkét. Az üzlet már az indulás elején nehézségbe ütközött, mivel néhány hónap elteltével Gentile Boni tőkéjével együtt kivonult a vállalkozásból. Ő járt rosszul. Korábbi üzlettársai meggazdagodtak, ő pedig az adósok börtönében fejezte be életét. Giovanni 6 000 forintra emelte alaptőkéjét, így ketten 8 000 forinttal nyitottak. Miután kifizették a bérletet és az alkalmazottak fizetését – továbbá elkülönítettek egy kis tartalékot a kifizetetlen hitelekre –, a bank első tizennyolc hónapja alatt 1 200 forintnyi szerény nyereséget termelt. Giovanni visszavonulásáig (1420-ig) a bank 152 820 aranyforint nyereséget termelt, övé lett a nyereség háromnegyede.

## Kapcsolatok
Giovanni de Bicci körültekintését mi sem jelzi jobban, mint hogy szoros kapcsolatokat épített ki az egyházzal, amely a tőke végső forrása volt: lelki, politikai és anyagi értelemben egyaránt. Még Rómában ismerkedett meg a feltűnést keltő és az azt kereső nápolyi pappal, Baldassare Cossával, aki 1402-ben bíborosi kalaphoz jutott, majd 1410-ben XXIII. János néven pápává választották. A Medici-bank római fiókjának vezetője a pápai Kúria pénzeinek megőrzője lett. Ebbe a Medici–pénztárba folytak be a pápai bevételek, itt tartották a Kúria készpénzét és ők fizették ki a kiadásokat. Ők kölcsönöztek a pápának a Nápoly elleni háborúhoz, és még több pénzt adtak neki, amikor a vesztes háború után megváltást kellett fizetnie. Giovanni di Bicci életében a banki bevételek több mint felét a Rómából érkező bevételek tették ki. A bevételek továbbforgatásához a bank két újabb fiókot nyitott meg Itália kereskedelmi központjaiban, Nápolyban (1400) és Velencében (1402).

## Utolsó évei
1420–ban – a hatvanadik életévét betöltő Giovanni – visszavonul a bankéletből és a következő nemzedék legidősebb tagjának, Cosimo de’ Medicinek adja át azt. Giovanni, sok más kisebb kereskedőhöz hasonlóan, szívesen elkerülte volna a közéletet, azonban többször is kénytelen elfogadni a Signoria priorjává történő kinevezést (1402–ben, 1408–ban és 1411–ben). 1421–ben az alkotmányos kéthónapi időtartamra gonfaloniere volt. A többi időszakban megelégedett azzal, hogy visszavonultan dolgozzék a bankjában. Bőkezű adományokat juttatott köz– és magánkézben lévő jótékony célú alapítványoknak, pénzt a környező földekbe ruházta. Politikával nem foglalkozott, pusztán mérsékelt ellenzéki álláspontot foglalt el a jogfosztott nemesek (grandék) politikai törekvéseivel szemben.

A Medici-család címere

## Halála
1429–ben halt meg. Koporsóját – utolsó útján – a család harminc férfi tagja követte közvetlenül, távolabbról pedig a városi hivatalnokok, követek, ügyfelek és számlatulajdonosok. A San Lorenzóban temették el, nem messze a dómtól északra; a nyughelyének szánt sekrestyét Bruneleschitől rendelte meg. Később Cosimo a fenséges terem falaira Donatellótól rendelt freskókat. A kápolna négy sarkába aranymezőben nyolc vörös gömböt ábrázoló címerpajzsot helyezett el – a Medici-család jelképei, eljövendő dolgok előjelei. Ettől kezdve a San Lorenzo a Mediciek temploma lett.